# Singet dem Herrn ein neues Lied
Singet dem Herrn ein neues Lied (in tedesco, "Cantate al Signore un canto nuovo") BWV 190 è una cantata di Johann Sebastian Bach.

## Storia
La cantata Singet dem Herrn ein neues Lied venne composta da Bach per il capodanno 1724, ma purtroppo è andata parzialmente perduta. Solo alcuni movimenti sono giunti fino a noi, mentre gli altri hanno dovuto essere ricostruiti dai musicologi.
Eseguita il 1º gennaio 1724, della cantata esiste una seconda versione, catalogata come BWV 190a, che venne presentata da Bach nel 1730 per il secondo centenario della Confessione di Augusta, con la stessa musica ma con un testo diverso, scritto da Christian Friedrich Henrici. Non è noto se Henrici abbia scritto il testo anche per la versione del 1724, dato che entrò solo più tardi in collaborazione con Bach.

## Struttura
La cantata è composta per soprano solista, tenore solista, basso solista, coro, tromba I, II e III, timpani, oboe I, II e III, oboe d'amore, fagotto, archi e basso continuo e si suddivide in sette movimenti.
Per il mondo cristiano, il 1º gennaio è la festa della circoncisione di Gesù, ma solo nei movimenti quinto e sesto ci sono alcuni riferimenti alle letture bibliche specifiche per questa solennità. Il coro di apertura, in quattro sezioni e con il testo basato su alcuni versetti dei salmi, è l'inizio della versione tedesca del Te Deum di Martin Lutero.
L'apertura del Te Deum è presente anche nel secondo movimento. La struttura dell'aria Lobe Zion, in forma di danza, è forse riconducibile al fatto che, solo pochi mesi prima, Bach era direttore di musica per la corte di Köthen. Un recitativo conduce al duetto Jesus Boll mein alles sein, in cui la parte dell'obbligato, non specificata, era probabilmente destinata all'oboe d'amore. Le preghiere per il nuovo anno si ripetono in un recitativo accompagnato dagli archi e la cantata termina con una strofa aull'inno Jesu, nun sei gepreiset, accompagnato da una fanfara di trombe.